# Lista de cidades do Mercosul por população
Esta é uma lista das maiores cidades do Mercado Comum do Sul, classificados de acordo com a população e respeitando os limites da cidade. Trata-se exclusivamente das áreas dentro dos limites da cidade, e não áreas urbanas ou metropolitanas, geralmente maiores em termos de população do que a cidade principal.

## Cidades
| Rank | Cidade         | País      | População oficial | Data do census/estimativa | Referência | Imagem |
| ---- | -------------- | --------- | ----------------- | ------------------------- | ---------- | ------ |
| 1    | São Paulo      | Brasil    | 12 106 920        | 31 de agosto de 2017      | [ 1 ]      |        |
| 2    | Rio de Janeiro | Brasil    | 6 520 266         | 31 de agosto de 2017      | [ 2 ]      |        |
| 3    | Buenos Aires   | Argentina | 3 063 728         | 21 de setembro de 2016    | [ 3 ]      |        |
| 4    | Brasília       | Brasil    | 3 039 444         | 31 de agosto de 2017      | [ 4 ]      |        |
| 5    | Salvador       | Brasil    | 2 953 986         | 31 de agosto de 2017      | [ 5 ]      |        |
| 6    | Fortaleza      | Brasil    | 2 627 482         | 31 de agosto de 2017      | [ 6 ]      |        |
| 7    | Belo Horizonte | Brasil    | 2 523 794         | 31 de agosto de 2017      | [ 7 ]      |        |
| 8    | Manaus         | Brasil    | 2 130 264         | 31 de agosto de 2017      | [ 8 ]      |        |
| 9    | Caracas        | Venezuela | 2 085 846         | 2015                      | [ 9 ]      |        |
| 10   | Curitiba       | Brasil    | 1 908 359         | 31 de agosto de 2017      | [ 10 ]     |        |